# Сафронов, Андрей Анатольевич
Андре́й Анато́льевич Сафро́нов (род. 16 декабря 1985, Миякинский район, Башкирская АССР) — российский легкоатлет, специалист по бегу на длинные дистанции, горному бегу, кроссу, марафону. Выступает на крупных соревнованиях с 2005 года, многократный победитель первенств всероссийского значения, призёр ряда престижных международных стартов. Представляет Башкирию и Челябинскую область. Мастер спорта России международного класса.

## Биография
Андрей Сафронов родился 16 декабря 1985 года в Миякинском районе Башкирской АССР.
Занимался лёгкой атлетикой в Уфе. Тренеры — Б. А. Ахтямов, В. Арефьев, В. Б. Ежов.
Впервые заявил о себе на всероссийском уровне в сезоне 2005 года, когда превзошёл всех соперников на чемпионате России по горному бегу в Железноводске.
В 2006 году вновь выиграл чемпионат России по горному бегу в Железноводске.
В 2007 году вошёл в состав российской национальной сборной и завоевал серебряную награду в беге на 5000 метров на молодёжном европейском первенстве в Дебрецене. Также в этом сезоне получил серебро на чемпионате России по горному бегу в Железноводске, занял 14-е место на Универсиаде в Бангкоке, стал бронзовым призёром в командном зачёте молодёжной категории на чемпионате Европы по кроссу в Торо.
В 2008 году в третий раз выиграл чемпионат России по горному бегу в Железноводске, финишировал девятым на Кубке мира по горному бегу в Кран-Монтане.
В 2009 году в четвёртый раз выиграл чемпионат России по горному бегу в Железноводске, победил в эстафете 4 × 1500 метров на чемпионате России по эстафетному бегу в Сочи, взял бронзу на осеннем чемпионате России по кроссу в Оренбурге.
В 2010 году выиграл серебряную медаль в беге на 3000 метров на зимнем чемпионате России в Москве, в пятый раз победил на чемпионате России по горному бегу в Железноводске.
В 2011 году в беге на 5000 метров был лучшим на зимнем чемпионате России в Москве и на летнем чемпионате России в Чебоксарах, финишировал пятым на Универсиаде в Шэньчжэне. Также в шестой раз выиграл чемпионат России по горному бегу в Железноводске, был вторым на осеннем чемпионате России по кроссу в Оренбурге.
В 2012 году на дистанции 5000 метров одержал победу на зимнем чемпионате России в Москве и на летнем чемпионате России в Чебоксарах, стал бронзовым призёром в личном и командном зачётах на чемпионате мира по горному бегу в Тему и Понте-ди-Леньо.
В 2013 году в беге на 3000 метров выиграл бронзовую медаль на зимнем чемпионате России в Москве, занял 12-е место на чемпионате Европы в помещении в Гётеборге. На домашней Универсиаде в Казани показал седьмой результат в беге на 5000 метров.
В 2014 году получил серебро в дисциплине 5000 метров на чемпионате России в Казани.
В 2015 году с результатом 2:15:47 закрыл десятку сильнейших на Цюрихском марафоне.
В 2016 году в шестой раз выиграл чемпионат России по горному бегу в Железноводске, превзошёл всех соперников на Казанском марафоне, стал вторым на марафоне «Европа-Азия» в Екатеринбурге, был лучшим на Владивостокском марафоне.
На Казанском марафоне 2017 года финишировал пятым.
В 2018 году выиграл серебряную медаль на чемпионате России по горному бегу в Железноводске.
В 2019 году победил на впервые проводившемся чемпионате России по трейлу, стартовал на ультрамарафонских дистанциях Dagestan Wild Trail и Mad Fox Ultra.
В 2020 году занял второе место на Mad Fox Ultra 50 Miles в Москве.
В июле 2021 года выиграл 55-километровый забег Arkhyz X Run Alpindusttria Trail.
За выдающиеся спортивные достижения удостоен почётного звания «Мастер спорта России международного класса».
Выпускник Уральского государственного университета физической культуры (2013).